# Vikar
Vikar (od latinske riječi vicarius: zamjenik, namjesnik) najčešće se rabi u značenju pomoćni svećenik, zamjenik župnika, kapelan
Također može biti namjesnik biskupa, nadbiskupa, pape (generalni vikar je papin zamjenik).

## Povijest
Pape su se u razdoblju od 5. – 12. stoljeća nazivali Petrovim vikarima, kasnije (od kraja 12. stoljeća) Kristovim vikarima.
- Luka Ibrišimović bio je vikar biskupa Martina Borkovića u turskoj Slavoniji